# Polystictus pectoralis
El tachurí barbado (en Colombia) (Polystictus pectoralis), también denominado tachurí canela (en Argentina, Paraguay y Uruguay) o atrapamoscas piojito (en Venezuela), es una especie de ave paseriforme de la familia Tyrannidae, una de las dos pertenecientes al género Polystictus. Es nativo de América del Sur.

## Distribución y hábitat
Se distribuye en algunas áreas disjuntas del norte del continente, en Colombia (donde una subespecie se presume extinta), Venezuela, Guyana, Surinam, Guayana Francesa y extremo norte de Brasil, y en el este, desde el centro y sur de Brasil, este de Bolivia (donde también se presume extinto), Paraguay, hasta Uruguay y centro este de Argentina.
Su hábitat natural comprende los pastizales nativos secos, sabanas con arbustos dispersos, pastizales altos en cerrados y en el Gran Chaco; también arbustos y pastizales altos en la Gran Sabana de Venezuela. Muy raramente puede ser visto en vegetación perturbada. Principalmente en tierras bajas, hasta los 1300 m de altitud; la subespecie bogotensis hasta los 2600–2700 m.

## Descripción
Mide 9 cm de longitud. El plumaje de las partes superiores es castaño rojizo rufo brillante; presenta una cresta corta y lisa de color gris oscuro y línea supraloreal poco marcada y blancuzca; mejillas y mentón con motas negras y blancas; las alas y la cola son de color castaño oscuro con dos líneas color canela en las alas y bordes anchos canela; garganta blancuzca; pecho y lados de vientre color canela y centro del vientre y crísum blancos. La hembra carece de motas negras en el mentón y presenta las partes inferiores más extensamente coloreadas de canela.

## Estado de conservación
El tachurí barbado ha sido calificado como casi amenazado por la Unión Internacional para la Conservación de la Naturaleza (IUCN) debido a que su población, todavía no cuantificada, se presume estar en decadencia moderadamente rápida como resultado de la continua pérdida de hábitat.

### Amenazas
La conversión para agricultura, tales como plantaciones de Eucalyptus, soja o pastos para ganado, para productos agrícolas exportables (favorecidos por el gobierno) han tenido un impacto severo sobre el hábitat de esta especie en Brasil (Parker y Willis 1997), donde dos tercios del cerrado habían sido moderada o seriamente alterados hasta 1993 (Conservation International 1999), con la mayor destrucción habiendo ocurrido desde los años 1950s (Cavalcanti 1999). Pastizales naturales en Paraguay y Argentina enfrentan amenazas similares, combinado con creación extensiva de ganado (Pearman y Abadie 1995, Lowen et al. 1996). Por todas partes, pastoreo extensivo y quemadas frecuentes han reducido su hábitat preferido a unos pocos locales dispersos (Ridgely y Tudor 1994).

### Acciones de conservación
Ocurre en varias áreas de protección incluyendo el parque nacional Canaima en Venezuela, Reserva Natural de Sipaliwini, Surinam; Reserva Tatí Yupí, Reserva de biosfera del Bosque Mbaracayú, reserva privada Sombrero y Reserva de recursos manejados San Rafael, Paraguay; Reserva natural Otamendi, reserva privada San Juan de Poriahú y parque nacional Mburucuyá, Argentina; parque nacional das Emas y parque nacional da Chapada dos Guimarães, Brasil.

## Comportamiento
Anda solitario, raramente en pareja, a veces con otras aves de campo, posa en tallos de arbustos y gramíneas altos y vuela poco. Es parcialmente migratorio durante el invierno austral.

### Alimentación
Se alimenta de insectos.

### Vocalización
Es silencioso, el macho en exhibición da un «uí-uididrrr» quejoso, a veces en un vuelo corto y bajo.

## Sistemática

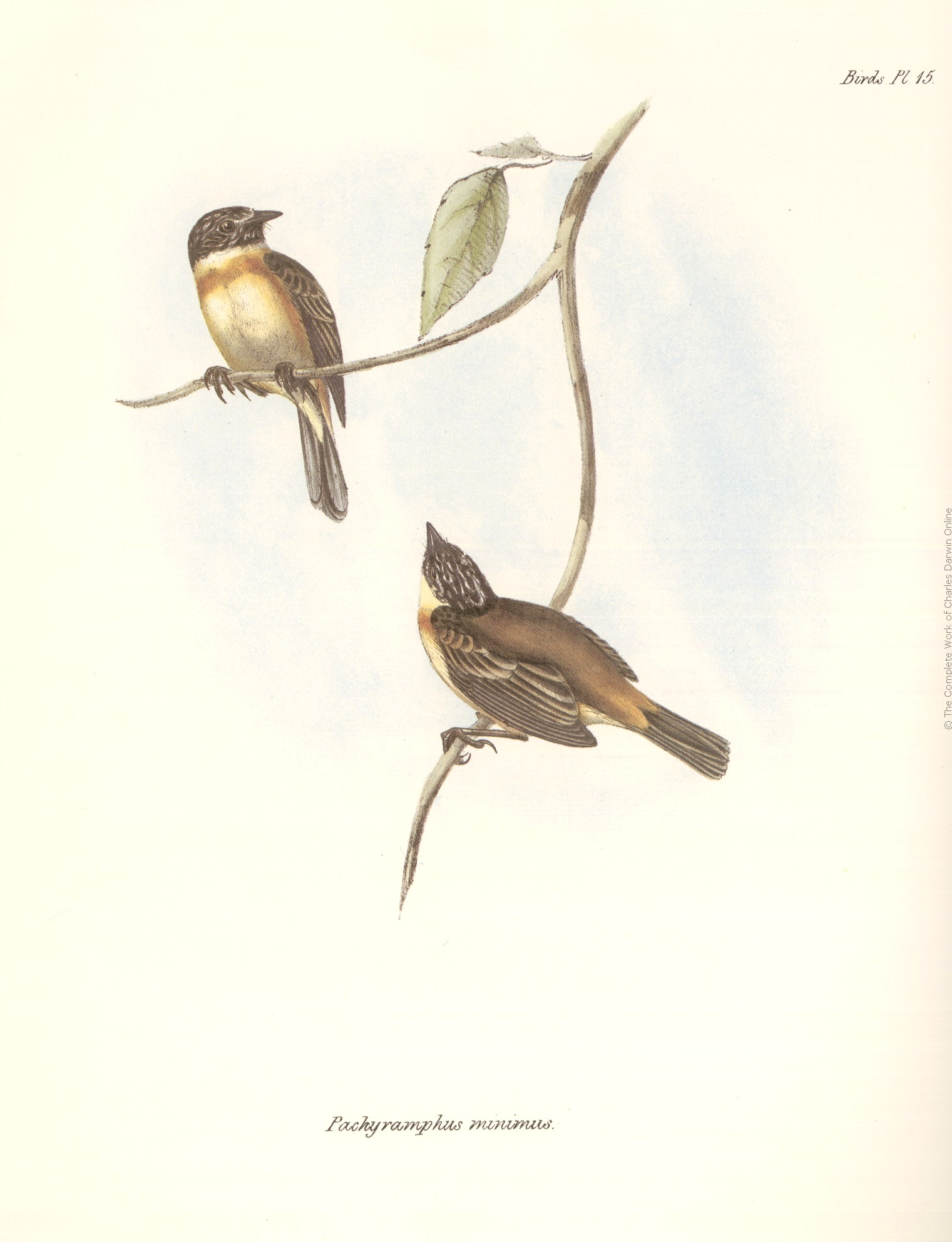
Pachyramphus minimus = Polystictus pectoralis; ilustración de John Gould, 1839.

### Descripción original
La especie P. pectoralis fue descrita por primera vez por el ornitólogo francés Louis Pierre Vieillot en 1817 bajo el nombre científico Sylvia pectoralis; la localidad tipo es: «Paraguay».

### Etimología
El nombre genérico masculino «Polystictus» se compone de las palabras del griego «πολυς polus» que significa ‘muchos’, y « στικτος stiktos» que significa ‘moteado’, ‘punteado’; y el nombre de la especie «pectoralis» en latín significa significa ‘pectoral’, ‘del pecho’.

### Taxonomía
Por mucho tiempo fue considerada en un género separado Habrura; la relación con Polystictus superciliaris precisa de confirmación. La subespecie P. p. bogotensis (posiblemente extinta) probablemente mereceria el rango de especie plena.. No hay registros de esta subespecie desde 1950, por lo que se la considera extinta (Collar y Wege 1995, Donegan 2004).

### Subespecies
Según las clasificaciones del Congreso Ornitológico Internacional (IOC) y Clements Checklist/eBird se reconocen tres subespecies, con su correspondiente distribución geográfica:
- Polystictus pectoralis pectoralis (Vieillot, 1817) – este de Bolivia (Santa Cruz), sur de Brasil (localmente desde Mato Grosso hacia el sur hasta Río Grande do Sul), Paraguay, Argentina (hacia el sur hasta Mendoza, La Pampa y Buenos Aires) y Uruguay.
- Polystictus pectoralis bogotensis (Chapman, 1915) – muy localizada en una zona templada de Cundinamarca (sabanas de Bogotá) y alto valle del Dagua en Colombia. Probablemente extinta.
- Polystictus pectoralis brevipennis (Berlepsch & Hartert, 1902) – del noreste de Colombia al sur de Venezuela, Guyana, Surinam y extremo norte de Brasil (Roraima, Amapá y oeste de Pará).